# Pîla, Strîi
Pîla (în ucraineană Пила) este un sat în comuna Stankiv din raionul Strîi, regiunea Liov, Ucraina.

## Demografie
Componența lingvistică a localității Pîla
     Ucraineană (100%)
Conform recensământului din 2001, toată populația localității Pîla era vorbitoare de ucraineană (100%).